# Sauf erreur de ma part
Sauf erreur de ma part est un album solo du musicien de Matmatah Tristan Nihouarn paru en 2012.
L'album est réalisé après la séparation de Matmatah en 2008. Pourtant on y retrouve également le batteur Benoît Fournier (déjà présent dans le groupe de 2004 à 2008) et le guitariste Manu Baroux d'Astonvilla qui seront présents dans la reformation de Matmatah dans les années suivantes.
L'album reçoit un accueil très confidentiel à sa sortie, mais remporte le grand prix du disque 2012 Produit en Bretagne dans la catégorie des musiques actuelles.
La pochette est un collage entièrement réalisé par Tristan Nihouarn.

## Conception

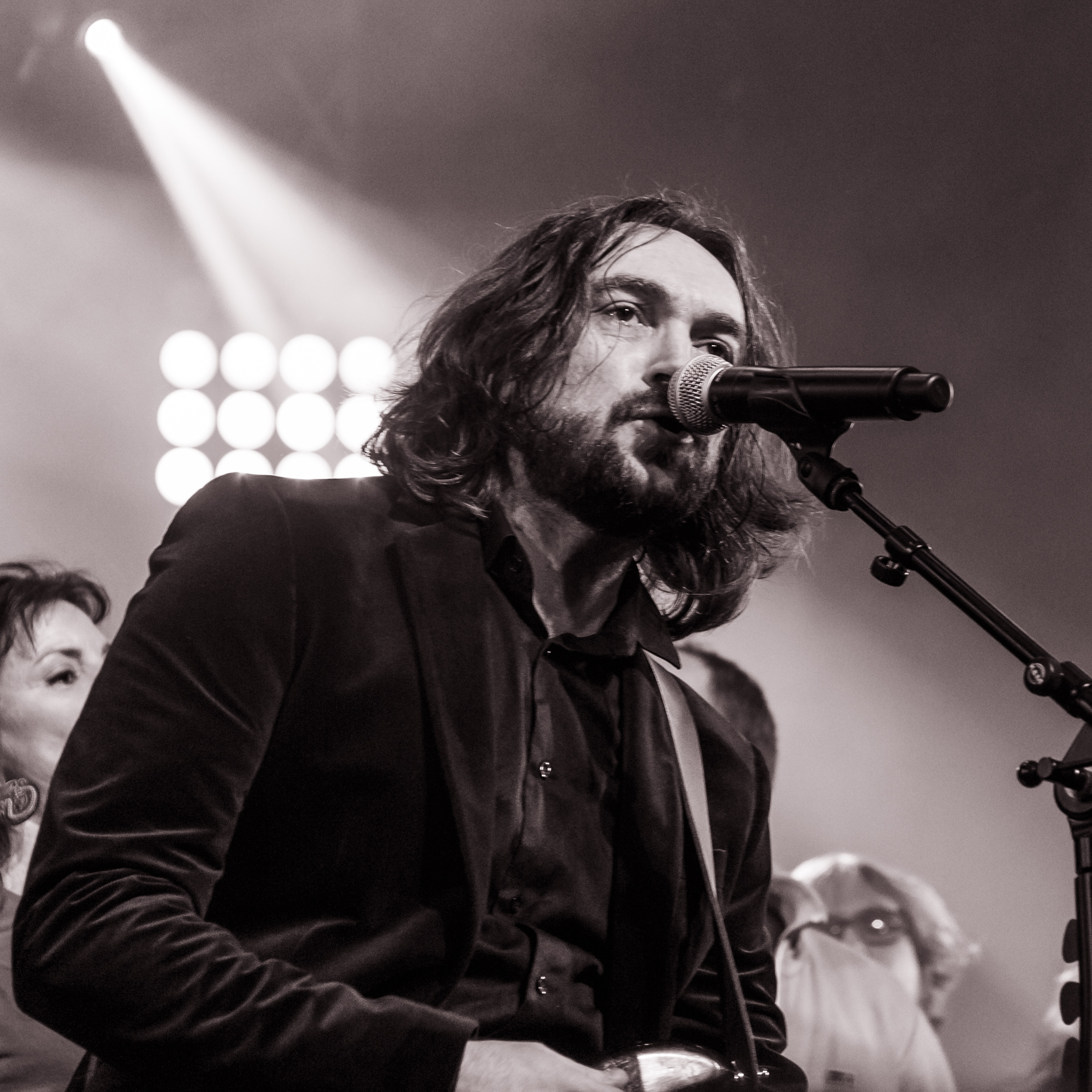
Tristan Nihouarn en concert avec Matmatah à Plougastel-Daoulas en 2017.

En 2008, le groupe Matmatah se sépare en raison de tensions internes et de lassitude après treize ans de carrière marquée par le succès avec quatre albums et de nombreux concerts. Après la séparation, Tristan Nihouarn fait une pause pour retrouver une vie normale. Il partage sa vie entre Brest et Paris, où il a une famille, dont une fille de huit ans. Pendant un an, Tristan effectue de nombreux voyages, principalement en Asie (Istanbul, Inde...) ce qui va l'inspirer pour son album.
Pour la réalisation de l'album, Tristan ne retrouve pas l'attente qu'il avait avec son public à l'époque de Matmatah, ce qui lui apporte plus de liberté dans l'écriture, qui s'est entre-temps amélioré depuis ses débuts avec Matmatah. Durant les deux ans de repos, Tristan a écrit et composé beaucoup et a commencé à voir l'ossature de son prochain album au fur et à mesure de ses séances d'écriture. La rencontre à Paris avec le guitariste Emmanuel Baroux du groupe Astonvilla est déterminante pour l'album et la carrière du musicien. Tristan voulait à l'origine mettre les guitares en retrait, mais il est convaincu par Manu de les garder, ce qui ne l'empêche pas d'expérimenter d'autres instruments : des cordes, des claviers, voire même un duduk.
Tristan organise d'abord des séances de répétitions dans le studio personnel de Matmatah baptisé La Datcha à Brest avec le pianiste Jackie Bouilliol et au studio Plus 9 à Paris. C'est à La Datcha que commencent les sessions d'enregistrement de l'album, avant d'aller au studio Vega à Carpentras (là où a été enregistré le précédent album de Matmatah La Cerise) et aux Jet Studios à Bruxelles. En dehors de Manu, Tristan fait appel à ses amis Jacky Boulliol au piano et Benoît Fournier - ancien membre de Matmatah avec qui il est resté en lien - à la batterie, et la production est assuré par Daniel Presley (qui avait travaillé sur l'album Rebelote de Matmatah), accompagnés d'autres musiciens, dont un quatuor à cordes et un joueur de duduk,.

## Accueil
L'album rencontre un accueil critique positif. Le magazine Public parle d'un "album réfléchi, mûri, charmant, envoûtant, pénétrant… qui nous a conquis", tandis que le Télégramme parle d'"une réussite". L'Avenir qualifie de "belle surprise" l'album "en finesse, où violons, guitares, piano et cuivres forment un joli écrin".
Cependant, les ventes restent confidentiel (il n'est pas classé), une déception par rapport aux albums de Matmatah. Pourtant, il remporte le grand prix du disque 2012 Produit en Bretagne dans la catégorie des musiques actuelles.

## Contenu
L'album comporte onze chansons rock. Les textes évoquent la période de transition qui a suivi la séparation de Matmatah et  trouve l'inspiration dans sa vie personnelle et les voyages. Le titre de l'album "Sauf erreur de ma part" est le dédouanement du musicien aux questions qu'il s'est posé depuis la séparation de Matmatah. Dans une interview, il explique que « C’était une époque à laquelle on se posait beaucoup de questions, d’où sans doute le titre de mon album. Ça raconte ma vie à ce moment-là, celles de gens que j’ai pu observer et ça parle de mes voyages aussi. ». Sa plume a évoluée depuis ses débuts au sein de Matmatah comme il explique dans une interview : « Je crois que j’ai mis pas mal d’années à savoir écrire, ça a été toute une initiation. Au début, c’était de simples prétextes. Maintenant, j’essaye de soigner les textes, de faire de belles mélodies, de beaux arrangements et puis des chansons qui plaisent ». Tristan écrit toutes les chansons à l'exception de La démesure écrite par Chet et Ton chorégraphe écrite par Jean Fauque.
Pour son premier album solo, Tristan propose un son moins rock, plus intimiste, proposant un environnement à la fois connu et nouveau, tout en gardant dans la couleur du son les influences du rock anglo-saxon des années 60-70 qui sont ses références musicales. La chanson Vientiane est un arrangement pour quatre cordes inspiré par les musiques de films de Hitchcock que le musicien a regardé pendant une semaine.
La pochette de l'album, réalisé par Tristan lui-même, est un collage qui « reflète une facette de sa personnalité se voulant à la fois poétique et romanesque » selon Le Télégramme.

## Tournée et reformation de Matmatah
Après la sortie de l'album, Tristan se lance dans une première tournée acoustique accompagné du guitariste Emmanuel Baroux et du batteur Benoît Fournier durant vingt dates en première partie des concerts d'Hubert-Félix Thiéfaine (tournée Suppléments de mensonge) au printemps 2012,. Après cette tournée qualifiée de "tour de chauffe" par Tristan, une autre tournée commence en septembre, cette fois plus électrique augmenté d'autres musiciens en plus de Manu et Benoît.
La tournée est marquée également par le concert de novembre 2012 au cabaret du Vauban à Brest, lorsque le bassiste Eric Digaire (qui était membre de Matmatah) rejoint le groupe pour jouer deux chansons, marquant la première étape de la future reformation de Matmatah. Au cours des années suivantes, les quatre musiciens se retrouveront en 2015 pour le projet Antaology, avant de réaliser ensemble l'album Plates coutures (2017).

## Fiche technique

### Liste des chansons
Sources, :
Toutes les chansons sont écrites et composées par Tristan Nihouarn, sauf indications contraires.
1. Meredith (3:45)
2. Ma vie est un chef-d’œuvre (2:50)
3. Des merveilles (3:04)
4. Sauf erreur de ma part (3:46)
5. Darjeeling amer (3:45)
6. Tu me gerces (3:19)
7. La démesure (Chet/Tristan Nihouarn) (3:40)
8. Vientiane (2:36)
9. Qu'elles viennent (5:08)
10. Ton chorégraphe (Jean Fauque/Tristan Nihouarn) (3:23)
11. Dernières nouvelles du Bosphore (5:02)

### Personnel
Sources :

#### Membres de Matmatah (anciens et futurs)
- Tristan Nihouarn : chant, guitare, clavier, percussion
- Benoît Fournier : batterie, percussion
- Emmanuel Baroux (futur membre de Matmatah) : guitare

#### Autres musiciens
- Ilan Abou : basse
- Jean-François Assy : violoncelle
- Jacky Bouilliol : piano
- Levon Khozian : duduk
- Mathieu Robert : trombone
- Mickaël Plihon : Trompette, bugle
- Claire Lechien, Elsa De Lacerda Setas : violon
- Wendy Ruymen : alto

#### Équipe technique
- Producteur : Daniel Presley
- Pré-production et répétitions à La Datcha (Brest) par Jacky Bouillol assisté par Michaël Unguen et Studio 9 plus (Paris)
- Enregistré à Vega Studio (Carpentras), La Datcha (Brest) et Jet Studio (Bruxelles) par Daniel Presley et Vincent Poujol, assistés par Arnaud Duchayne (Jet Studio seulement)
- Mixé à ICP Recording Studios
- Pochette : Tristan Nihouarn
- Production exécutive, management : Julien Banes (Upton Park Publishing)
- Mastering : Jonas Turbeaux et Mike Marsh (The Exchange)
- Photographies : Julien Banes, Rémi Nihouarn, Tristan Nihouarn, Victoria Pandrea
- Ingénieur du son des cuivres : Mickaël Plihon
- Ingénieur du son du duduk : Ardag Basmadjian